# Ferenc Machos
Ferenc Machos (né le 30 juin 1932 à Tatabánya en Hongrie et mort le 3 décembre 2006 à Budapest) était un joueur et entraîneur de football hongrois.